# Karin Hökborg
Karin Hökborg (Luleå, 3 oktober 1941) is een Zweeds jurist. Ze begon haar loopbaan bij het Openbaar Ministerie en was sinds 1981 rechter en sinds 1997 vicepresident van het Hof van Beroep van Svealand. Van 2003 tot 2010 was ze rechter van het Rwanda-tribunaal in Tanzania.

## Levensloop
Hökborg studeerde aan de Universiteit van Stockholm en slaagde daar in 1968 als Bachelor of Laws. Van 1971 tot 1973 onderbrak ze haar loopbaan voor studie in de Verenigde Staten en volgde ze internationaal recht aan de Universiteit van Georgetown en de American University in Washington D.C.
Van 1968 tot 1970 en na terugkeer uit Amerika van 1974 tot 1977 werkte ze voor de Zweedse justitie in verschillende districtsrechtbanken en het Hof van Beroep van Svealand. Verder was ze juridisch adviseur voor de Ministeries van Economische Zaken, Buitenlandse Zaken en Justitie.
Vanaf 1981 was ze rechter-gezel en vanaf 1990 beroepsrechter van het Hof van Beroep van Svealand. In 1997 werd ze hier benoemd tot vicepresident. Ze vertegenwoordigde haar land tijdens een groot aantal internationale onderhandelingen, zoals bij de UNESCO, de UNCTAD, de Raad van Europa en het Nucleair Energieagentschap (NEA) van de OESO, en tijdens het General Agreement on Tariffs and Trade en de Haagse Conferentie voor Internationaal Publiekrecht.
Van 2003 tot 2010 was ze rechter van het Rwanda-tribunaal in Arusha in Tanzania.